# Letitia Bushe
Pour les articles homonymes, voir Busche.
Letitia Bushe (vers 1705 ou vers 1710 - 17 novembre 1757) est une aquarelliste et miniaturiste irlandaise.

## Biographie
Letitia Bushe est née vers 1705 ou 1710 à Dangan dans le comté de Kilkenny,. Elle est la fille d'Arthur Bushe, secrétaire des commissaires du revenu, et de Mary (née Forth). Bien qu'elle soit considérée comme une artiste talentueuse, rien n'indique qu'elle ait reçu une formation ; on pense cependant que Bernard Lens ou l'un de ses fils lui a peut-être donné des leçons. Elle est possiblement en grande partie autodidacte, car son style reste naïf tout au long de sa carrière. Bushe est constamment demandée en tant que dame de compagnie en raison de ses compétences en conversation, ce qui l'amène à enseigner la peinture à de nombreuses femmes et à leurs enfants. Elle est amie avec Mary Delany, Jonathan Swift et Anne Donnellan. Elle a une relation de six ans avec une femme plus jeune, Lady Anne Bligh, dont certains supposent qu'elle était romantique. Quand elle n'est pas dame de compagnie, elle a des chambres à Dawson Street. Bushe meurt le 17 novembre 1757 dans ces chambres. Elle est enterrée le lendemain dans l'église St Andrew à Dublin.

## Amitié avec Mary Delany
Letitia Bushe est amie de Mary Delany à partir de 1731. Elle reste avec Delany à de nombreuses reprises, et une miniature de Bushe par Joseph Browne est incluse dans la Correspondence of Mrs Delany de 1861 éditée par Lady Llanover. Une grande partie de ce que l'on sait de la vie de Bushe provient des lettres entre elle et Delany. Les détails inclus le fait que Bushe a contracté la variole, ce qui gâche sa beauté, et sa pauvreté après la mort de son père est sans doute la raison pour laquelle elle ne reçoit aucune offre de mariage. Bush et Delany restent de très bonnes amies, Delany faisant référence à Bushe dessinant des paysages et nettoyant la peinture à la maison de Delany, Delville House. Bushe et Delany se lancent ensemble dans un certain nombre de projets d'artistes. Delany décrit Bushe comme « une fille gaie, de bonne humeur et innocente, sans la moindre vanité de sa beauté… elle peint délicieusement »  et Delany peint Bushe elle-même.

## Travaux artistiques
L'une des œuvres de Bushe se trouve à la Galerie nationale d'Irlande, A view of Bray (1736) et montre son talent d'artiste topographique et son humour, alors qu'elle s'inclut dans la peinture avec un chien qui l'accompagne. Lors d'une visite en Angleterre en 1743, elle peint une View of London depuis de Hampstead Heath, ainsi que des vues de Bath et de Bristol. En Irlande, Bushe peint des études de maisons de campagne, y compris leurs jardins. Elle réalise également des dessins antiques pour l'évêque Robert Clayton, un ami de Delany.